# 小玉功
小玉 功（こだま いさお）は、日本の建築家。小玉功・都市建築設計室を主宰。
1967年、日本大学理工学部建築学科卒業。1967年から1972年まで、日大理工学部建築学科計画系助手。そのあいだにフランスに留学、ジョルジュ・キャンディリス事務所に勤務する。

## 業績
日大理工学部助手時代に理工学部9号館、フランス留学時代にアレス市劇場と著書「CANDILIS」原稿作制等に携わった。1972年、郭茂林のKMG建築事務所、1974年からは文化庁文化部文化普及課、1980年からは建設省営繕部建築課嘱託として、新国立劇場の準備にかかわる。
芦屋浜集合住宅設計競技三井グループA案で入選。代表作に劇団四季芸術センター、青木病院清明寮、梶原邸などがある。世田谷区身近なまちづくり推進協議会総合部会副部会長、市原市上総牛久地区まちづくり協議会アドバイザーをつとめる。